# Célestin-Xavier Vaussenat
Célestin-Xavier Vaussenat est un ingénieur civil des mines, promoteur de l'observatoire du Pic du Midi de Bigorre, dans le département des Hautes-Pyrénées. 

## Biographie
Vaussenat est fils d'un ouvrier charron et d'une mère originaire d'une famille d'artisans de Vizille.

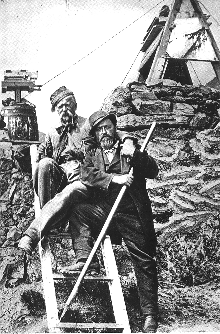
Nansouty et Vaussenat au col de Sencours.

Vaussenat est formé à Grenoble à la géologie et vient à Bagnères-de-Bigorre pour l'exploitation minière notamment pour le lignite d'Orignac et la galerie de Soulom.

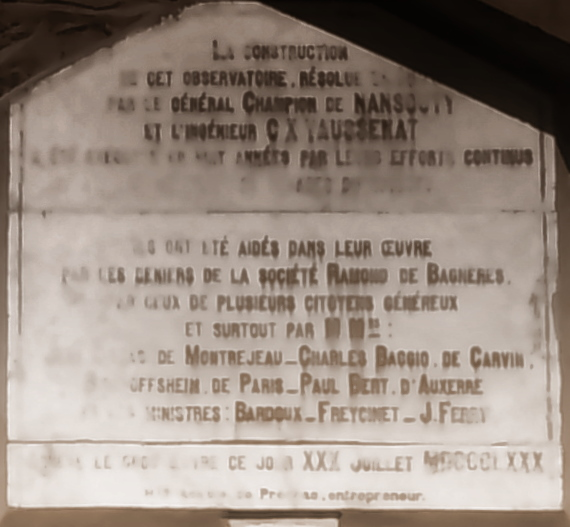
Plaque inaugurale au Pic du Midi de Bigorre.

Le 19 août 1864, à l’Hôtel des Voyageurs au Cirque de Gavarnie, Vaussenat est parmi les fondateurs de la société Ramond ; société savante et de montagnards, où sont également  Charles Packe, Émilien Frossard, le comte Henry Russell ; par la  suite le docteur Costallat et le général Charles-Marie-Étienne Champion Dubois de Nansouty. 
À partir de ce groupe de personnes est lancé le projet d’études à partir du Pic du Midi de Bigorre.
D'un caractère plus avenant que le général, Célestin-Xavier Vaussenat se charge de trouver les fonds nécessaires à ce projet.
Parmi les donateurs la Société Ramond, Montréjeau Charles Baggio de Carvin, Paul Bert d'Auxerre, M. Offshein de Paris.

## Galerie

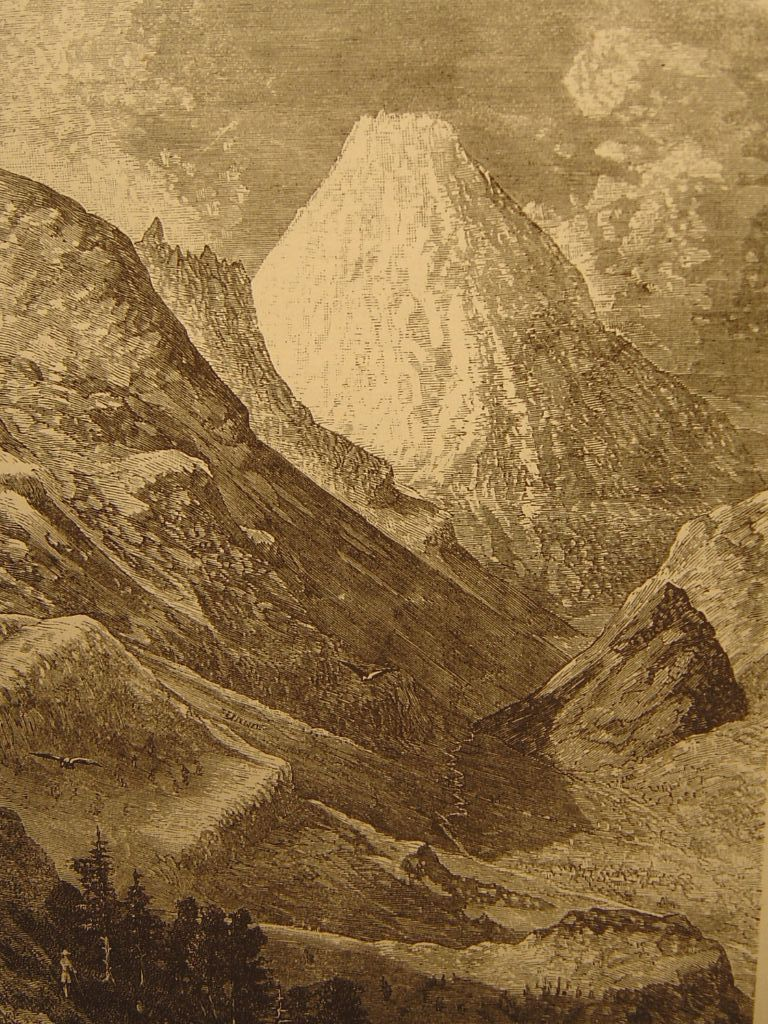
Pic du Midi en 1872.
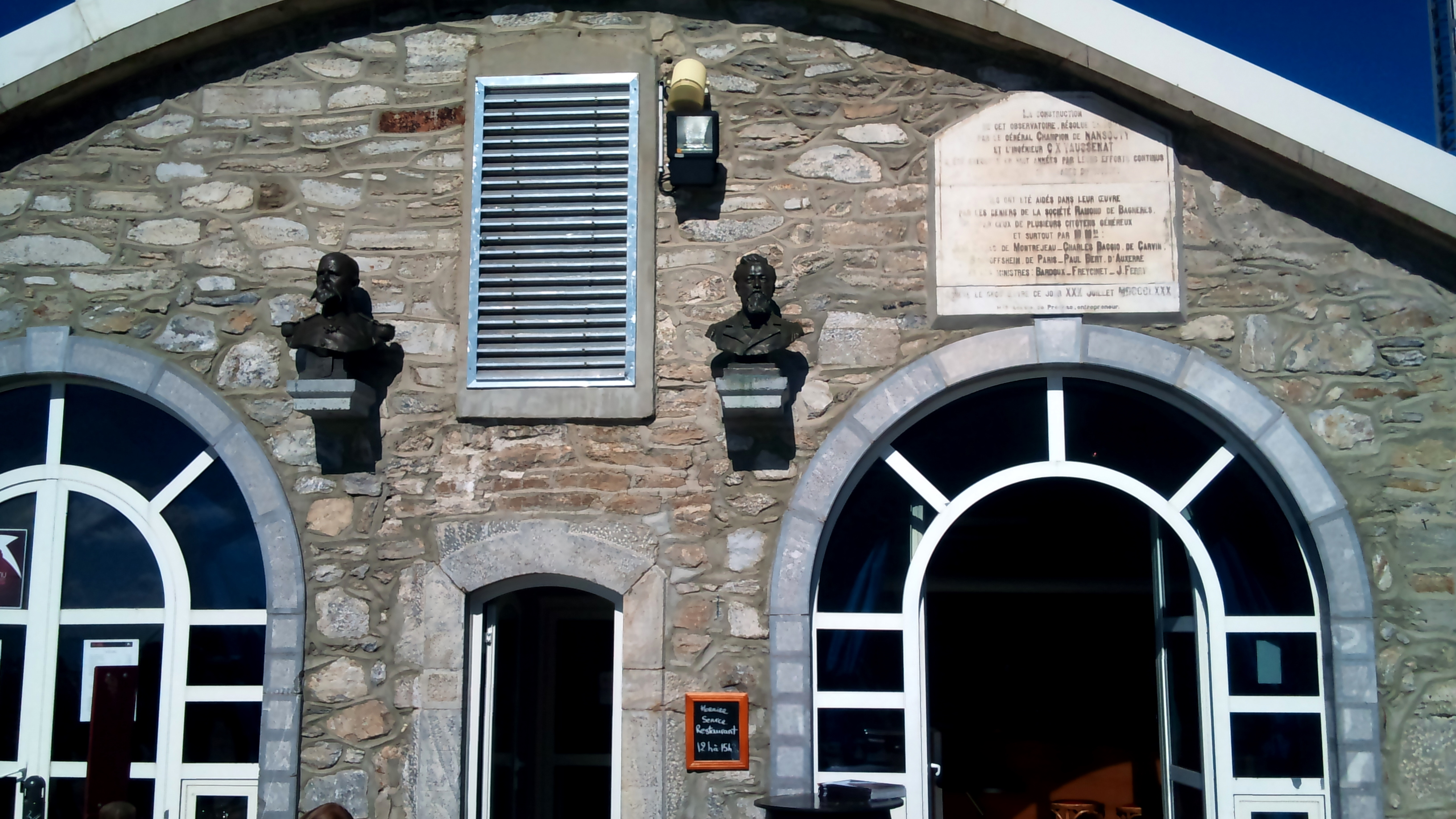
Pic du Midi de Bigorre, stèles en hommage à Nansouty et Vaussenat.
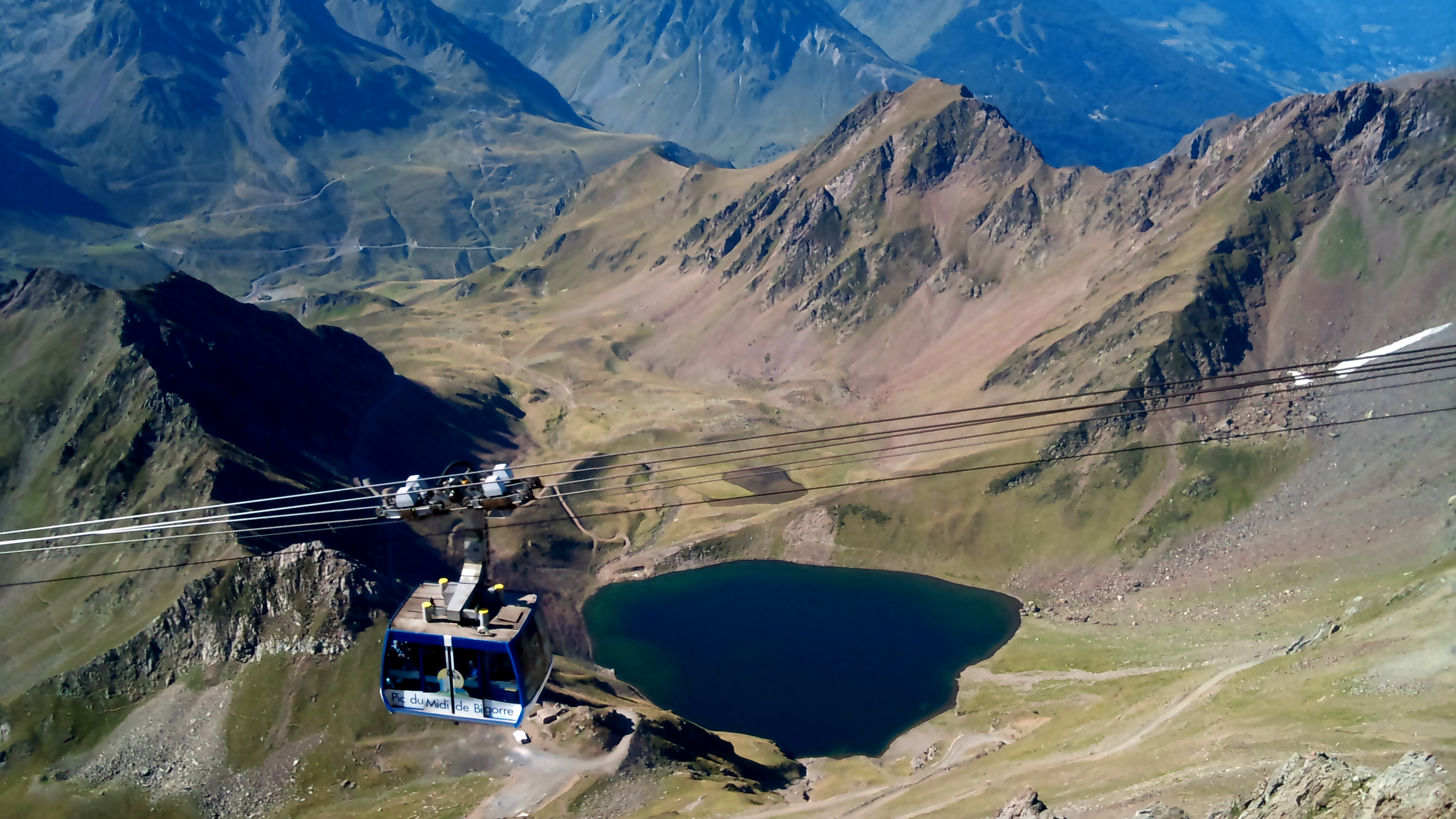
Col de Sencours et lac d'Oncet.
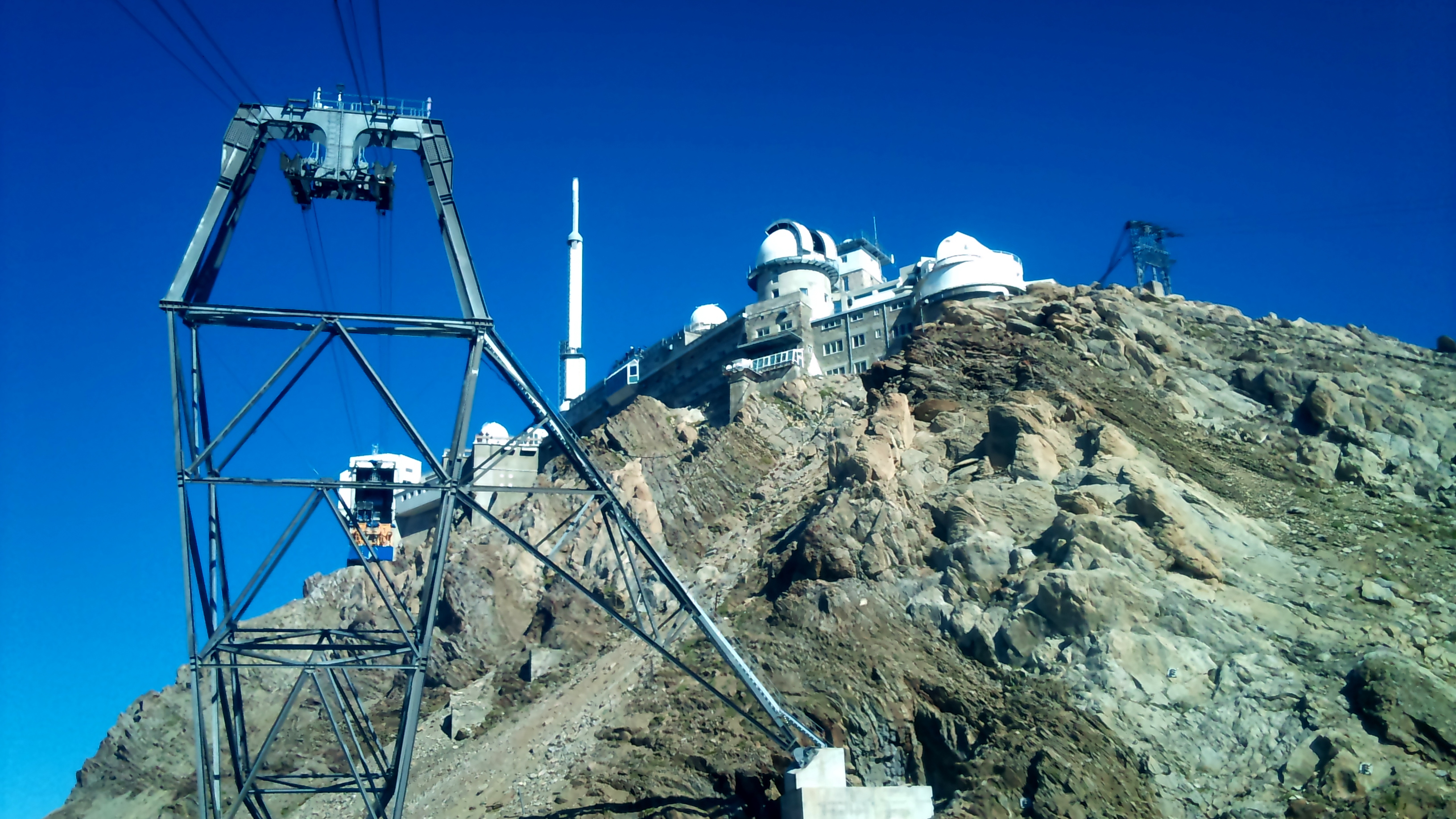
Installations 2011 au Pic du Midi.
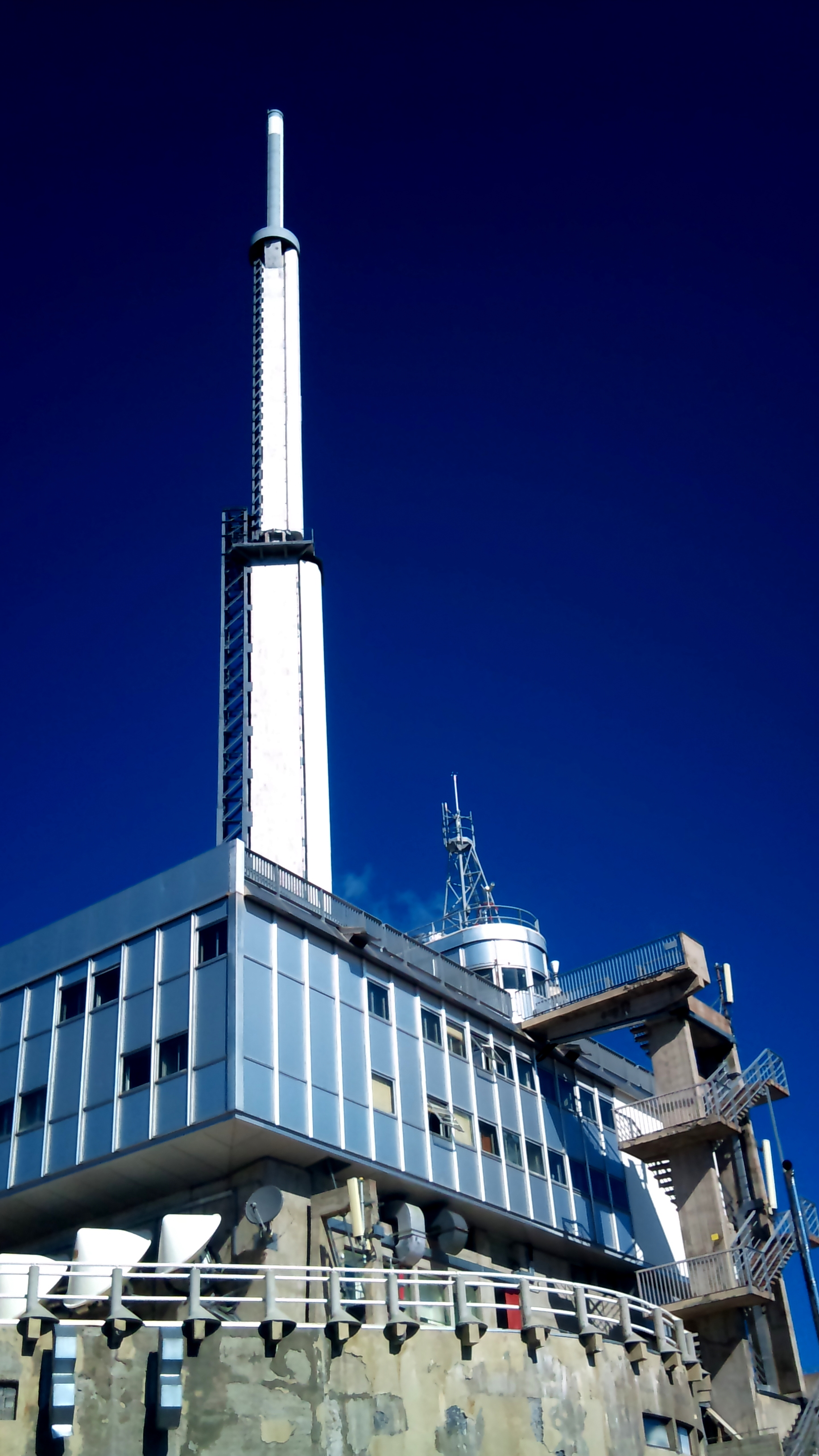
Bâtiment interministériel.